# Larry Abbott
Larry Abbott (* um 1900; † nach 1931) war ein US-amerikanischer Jazzmusiker (Altsaxophon, Klarinette, auch Kazoo, Gesang).

## Leben
Abbott spielte in den 1920er-Jahren in der Formation The Cotton Pickers (1924, mit Frankie Trumbauer, Roy Johnston, Miff Mole und Rube Bloom), bei Ray Miller and his Brunswick Orchestra, Billy Wynne's Greenwich Village Inn Orchestra (1925) und bei Harry Reser's Six Jumping Jacks („Jig Walk“, 1926). Für Resers Band fungierte er bei zwei Titeln („Look to the Mirror“, „Imagination“) auch als Vokalist. Unter eigenem Namen spielte er 1927 mehrere Titel ein wie „I'm More Than Satisfied“ (Okeh 41044, mit Joe Venuti). Zusammen mit Benny Goodman, Joe Tarto und Bob Effros begleitete er die Sängerin Annette Hanshaw („That's You Baby“). Im Bereich des Jazz war er zwischen 1922 und 1931 an 291 Aufnahmesessions beteiligt, u. a. auch bei Herb Wiedoeft, Sam Lanin, Nathan Glantz, Vincent Lopez, Ben Selvin, Paul Specht, Bill Wirges, Bill Wynne, Lee Morse, Nat Shilkret, Victor Arden/Phil Ohman, Carson Robison und Irving Mills.